# Colegio Jaime Balmes
El colegio Jaime Balmes es un centro público de educación primaria situado en la calle Maestro Aguilar número 15 de la ciudad de Valencia (España), dentro del distrito de Ruzafa de la ciudad.

## Edificio
El proyecto original del edificio data del año 1917 y es obra del arquitecto Antonio López. Su estilo arquitectónico original es el modernismo valenciano tardío. El nombre de este colegio público, desde su fundación, está dedicado a la memoria del filósofo Jaime Balmes.
Consta de dos bloques simetrícos, recayentes a la entrada principal por la calle Maestro Aguilar número 15 y a la calle Pintor Salvador Abril número 40, respectivamente. Entre ellos se dispone un espacio central cuyo uso es el del patio del colegio. 
El estilo original modernista del edificio puede apreciarse principalmente en toda la ornamentación de tipo floral de la primera planta en ambas fachadas. También en las dos fachadas se ha conservado el rótulo original del edificio donde aun hoy puede leerse la leyenda Escuelas Nacionales Graduadas Grupo Balmes coronada por un escudo de la ciudad de Valencia.
Posteriormente sería sometido a una profunda rehabilitación por parte de la Conselleria de Cultura, propietaria del edificio, que elevó la altura del edificio y añadió secciones de nueva construcción, intentando respetar y conservar la construcción original de estilo modernista. Las cubiertas originales de los pasillos de las plantas altas son similares a las cubiertas del mercado de Colón.
Durante el desarrollo de esta rehabilitación se descubrió en el patio del colegio un refugio de la guerra civil española. Actualmente es visitable y su estado de conservación es óptimo.